# Kōki Maezawa
Kōki Maezawa (japanisch 前澤 甲気 Maezawa Kōki; * 21. März 1993 in der Präfektur Shizuoka) ist ein japanischer Fußballspieler.

## Karriere
Maezawa erlernte das Fußballspielen in der Schulmannschaft der Shimizu Commercial High School und der Universitätsmannschaft der Senshū-Universität. Seinen ersten Vertrag unterschrieb er 2015 bei Sony Sendai FC. Für den Verein absolvierte er 38 Ligaspiele. 2017 wechselte er zum Drittligisten Azul Claro Numazu. Für den Verein aus Numazu absolvierte er 90 Spiele. Im Januar 2021 wechselte er zum Ligalinkurrenten Vanraure Hachinohe nach Hachinohe.